# Kinga Czigány
Kinga Czigány (* 17. Februar 1972 in Győr) ist eine ehemalige ungarische Kanutin.

## Karriere
Kinga Czigány gelang ihr größter Karriereerfolg bei ihrem Olympiadebüt 1992 in Barcelona. Gemeinsam mit Éva Dónusz, Rita Kőbán und Erika Mészáros trat sie im Vierer-Kajak auf der 500-Meter-Distanz an und zog nach einem Sieg in den Vorläufen direkt in den Endlauf ein. Auch im Finale überquerten sie nach 1:36,32 Minuten als Erste die Ziellinie und wurden damit Olympiasiegerinnen. Die zweitplatzierten Deutschen folgten mit knapp über zwei Sekunden Rückstand, etwa dreieinhalb Sekunden betrug der Rückstand der Schwedinnen auf Platz drei.
In den Folgejahren gewann Czigány auf der 500-Meter-Strecke mehrere Medaillen bei Weltmeisterschaften. Sie wurde 1993 in Kopenhagen im Zweier-Kajak Vizeweltmeisterin und belegte mit dem Vierer-Kajak den dritten Platz. Im Jahr darauf wiederholte sie in Mexiko-Stadt den Erfolg im Zweier-Kajak mit dem erneuten Gewinn der Silbermedaille, während sie sich im Vierer-Kajak auf den ebenfalls zweiten Platz verbesserte. Ihr fünfter und letzter Medaillengewinn bei Weltmeisterschaften folgte 1995 in Duisburg, als sie sich mit dem Vierer-Kajak die Bronzemedaille sicherte.
Bei den Olympischen Spielen 1996 in Atlanta gehörte Czigány ein zweites Mal zum ungarischen Aufgebot im Vierer-Kajak, das außer mit ihr, Dónusz und Mészáros diesmal noch mit Szilvia Mednyánszky besetzt war. Nach einem fünften Platz im ersten Vorlauf mussten die Ungarinnen in die Halbfinalläufe, die sie auf dem ersten Platz beendeten. Das Finale schlossen sie mit 1:34,693 Minuten Rennzeit jedoch nur auf dem neunten und damit letzten Platz ab. 1999 beendete Czigány ihre Karriere aufgrund einer hartnäckigen Rückenverletzung. Zehnmal wurde sie im Laufe ihrer Karriere ungarische Meisterin.
Für ihren Olympiasieg wurde Czigány 1992 das Ritterkreuz des Ungarischen Verdienstordens verliehen. Zudem wurden sie, Dónusz, Köbán und Mészáros 1992 zu Ungarns Mannschaft des Jahres gewählt.